# Jean-Léonard Touadi
Jean-Léonard Touadi (en italien, souvent écrit Jean Leonard Touadì), né le 25 janvier 1959 à Brazzaville (République du Congo, également appelée Congo-Brazzaville), est un journaliste et un homme politique italien.

## Biographie

### Études et carrière professionnelle
Jean-Léonard Touadi est arrivé en Italie en 1979. Après avoir enseigné la philosophie dans un lycée de Rome, il est devenu docteur en philosophie à l'université « La Sapienza », ainsi qu'en journalisme et sciences politiques à la LUISS de Rome. Il dirige le programme de Rai Due, « Un mondo a colori » (Un monde en couleurs). Il écrit également une rubrique mensuelle dans la revue Nigrizia. Il collabore avec ISPI (Istituto per gli studi di politica internazionale). Membre de la Societa' Geografica Italiana (SGI-CRA), il anime avec d'autres intellectuels italiens et africains le Centro Relazioni con l'Africa (CRA) basé à Rome. 
Il enseigne la géographie du développement à l'université de Rome « Tor Vergata ».
Il est fonctionnaire international auprès de l'Organisation des Nations unies pour l'alimentation et l'agriculture (FAO). 
Il est l'auteur de plusieurs ouvrages consacrés à l'Afrique. 

### Carrière politique
Après avoir été adjoint à la sécurité, à la politique de la jeunesse et aux relations avec les universités au maire de Rome, Walter Veltroni, il est élu député sous la bannière de l'Italie des valeurs (IDV) le 14 avril 2008. Il devient ainsi le deuxième parlementaire italien de couleur, après la députée européenne Dacia Valent, d'origine italo-somalienne, et un des deux seuls parlementaires d'origine non-européenne sous la XVIe législature, avec Souad Sbai, élue berlusconiste d'origine marocaine.
Le 11 juillet 2008, il adhère au groupe parlementaire du Parti démocrate pour protester contre une manifestation à laquelle avait adhéré l'Italie des valeurs et où le pape avait été contesté. Jean-Léonard Touadi  justifie dans une lettre cette décision, tant par fidélité à Walter Veltroni dans un contexte de crise entre les deux partis que parce qu'il ne pouvait accepter, en tant que catholique pratiquant, les attaques contre le pape.
Selon le dirigeant et fondateur d'Italie des valeurs, Antonio Di Pietro, Touadi n'a jamais été membre de son parti, c'est Walter Veltroni, leader du Parti démocrate, qui lui aurait demandé d'insérer ce candidat sur le quota IDV parce qu'il n'arrivait pas à le faire désigner comme candidat par son propre parti.

## Sources
- (it) Site du député Touadi
- (it) Touadì, primo parlamentare di colore, Il Corriere della Sera, 15 avril 2008 (+ interview audio)
- (it) PD-IDV: Touadi lascia Di Pietro e sceglie Veltroni, La Repubblica, 11 juillet 2008
- (it) Antonio Di Pietro, 1, 10, 100, 1000 Piazze (intervento all'apertura del 1° Forum Giovani dell'Italia dei Valori a Bellaria), 13 juillet 2008